# NGC 1544
NGC 1544 في الفهرس العام الجديد، هي مجرة، تقع في كوكبة الملتهب. اكتشفت في 1876 بواسطة فيلهلم تمبل.

## روابط خارجية
- NGC 1544 على موقع ويكي سكاي: DSS2, SDSS, GALEX, IRAS, Hydrogen α, X-Ray, Astrophoto, Sky Map, Articles and images